# Филипповский, Василий Николаевич
Васи́лий Никола́евич Филиппо́вский, вариант Самарин-Филипповский (14 января 1882 — 1940, Севвостлаг) — русский морской офицер, революционер.

## Биография
Сын инженера, окончил Рижский Политехнический институт.
Лейтенант флота. Служил на флоте старшим инженером-механиком. Друг В. П. Костенко, упоминается в мемуарах Костенко «На «Орле» в Цусиме» (гл. 9).
Член партии социалистов-революционеров с 1903 года. Участник военных восстаний 1905 года, высылался в Вологодскую губернию.
Активный участник Февральской революции, был комендантом Таврического дворца. Член Исполкома Петроградского совета рабочих и солдатских депутатов, один из авторов его Приказа № 1 от 1 марта 1917.
Член Исполкома Петроградского Совета. Делегат I и II Всероссийских съездов Советов РСД. В августе 1917 возглавлял образованный решением ВЦИК ВРК для борьбы с выступлением Корнилова. Член ЦИК Советов I созыва, участник Демократического совещания, член Предпарламента.
Депутат Учредительного собрания от Юго-Западного фронта. Участник заседании 5 января. Возглавлял Петроградский союз защиты Учредительного собрания, образованный 23 ноября 1917 года.
Был министром торговли и промышленности в Самарском правительстве Комуча. Председатель Совета управляющих ведомствами КОМУЧа (сентябрь — 2 декабря 1918 года). После прихода к власти адмирала Колчака 6 (19) ноября вместе с членом Учредительного Собрания Климушкиным и  управляющим ведомством иностранных дел КОМУЧа Веденяпиным отправил из Уфы телеграмму с требованием восстановить власть Директории. В ночь на 3 декабря 1918 г. арестован в Уфе, содержался под арестом в Омске до 22 декабря 1918 г. Во время восстания рабочих 22 декабря скрылся, уехал на Северный Кавказ. 
В 1919 году находился в Грузии. Участвовал в организации «зелёного» движения на Черноморском побережье. 18 ноября 1919 года на делегатском съезде крестьян Черноморской губернии Филипповский был избран председателем Комитета освобождения Черноморской губернии. За подписью Самарина-Филипповского были выпущены денежные знаки от имени Сочинского казначейства.

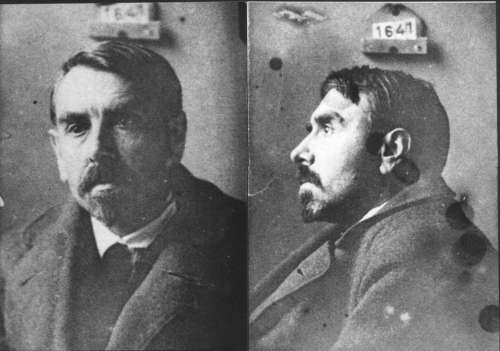
Тюремная фотография, 1922? г.

В мае 1920 арестован, дал подписку ГПУ, но затем в письме к эсерам раскаялся и был прощен. С 1923 находился в тюрьмах Нижнего Новгорода, Москвы, на Соловецких островах, в ссылках в Усолье и Астрахани. В Астрахани работал преподавателем автодорожного техникума.
Арестован в январе 1933 г. по обвинению в принадлежности к антисоветской организации. В августе того же года дело было прекращено. В 1936 г. вновь арестован, обвинён в принадлежности к антисоветской группе и приговорён к 8 годам лишения свободы. Погиб в лагерях на Колыме. Реабилитирован в 1957 г.
Жена — Варвара Николаевна Филипповская .